# Jean-Jacques Gailliard
 (juin 2023).
 (mars 2023).
 (mars 2023).
Si vous disposez d'ouvrages ou d'articles de référence ou si vous connaissez des sites web de qualité traitant du thème abordé ici, merci de compléter l'article en donnant les références utiles à sa vérifiabilité et en les liant à la section « Notes et références ».
Pour les articles homonymes, voir Gaillard.
Jean-Jacques Gailliard, né le 22 novembre 1890 à Bruxelles et mort le 17 avril 1976 à Saint-Gilles, est un peintre, dessinateur, graveur et lithographe belge. Il s'est essayé à de nombreux courants artistiques, du symbolisme à l'abstraction en passant par le pointillisme. Il inventera le concept du « surimpressionnisme » dans les années 1930. Son œuvre est marquée par la doctrine du théosophe suédois Emanuel Swedenborg et par sa « science des correspondances ».

## Biographie

### Les jeunes années (1890-1912)
Jean-Jacques Gailliard est né à Bruxelles le 22 novembre 1890, à une époque où le symbolisme entre dans son âge d'or. Il est le fils de Julie Maus (1860-1940), musicienne, et de Franz Gailliard (1861-1932), chroniqueur-illustrateur, représentant du luminisme et de l'impressionnisme en Belgique. Dans sa jeunesse, il se rend régulièrement au théâtre, à l'opéra, au cirque, aux Expositions universelles, aux concerts. Il fréquente La Maison d'Art dirigée par Edmond Picard et La Libre Esthétique animée par Octave Maus. Dans l'atelier de son père, situé au 41 de la rue Royale à Bruxelles, il rencontre écrivains et poètes, artistes, musiciens, gens de théâtre, figures politiques,… Parmi eux, il rencontre le peintre James Ensor, ami de son père, à qui il rend régulièrement visite à Ostende avec ses parents. Il nouera avec lui une grande amitié et consacrera plusieurs oeuvres au peintre et à la ville balnéaire.

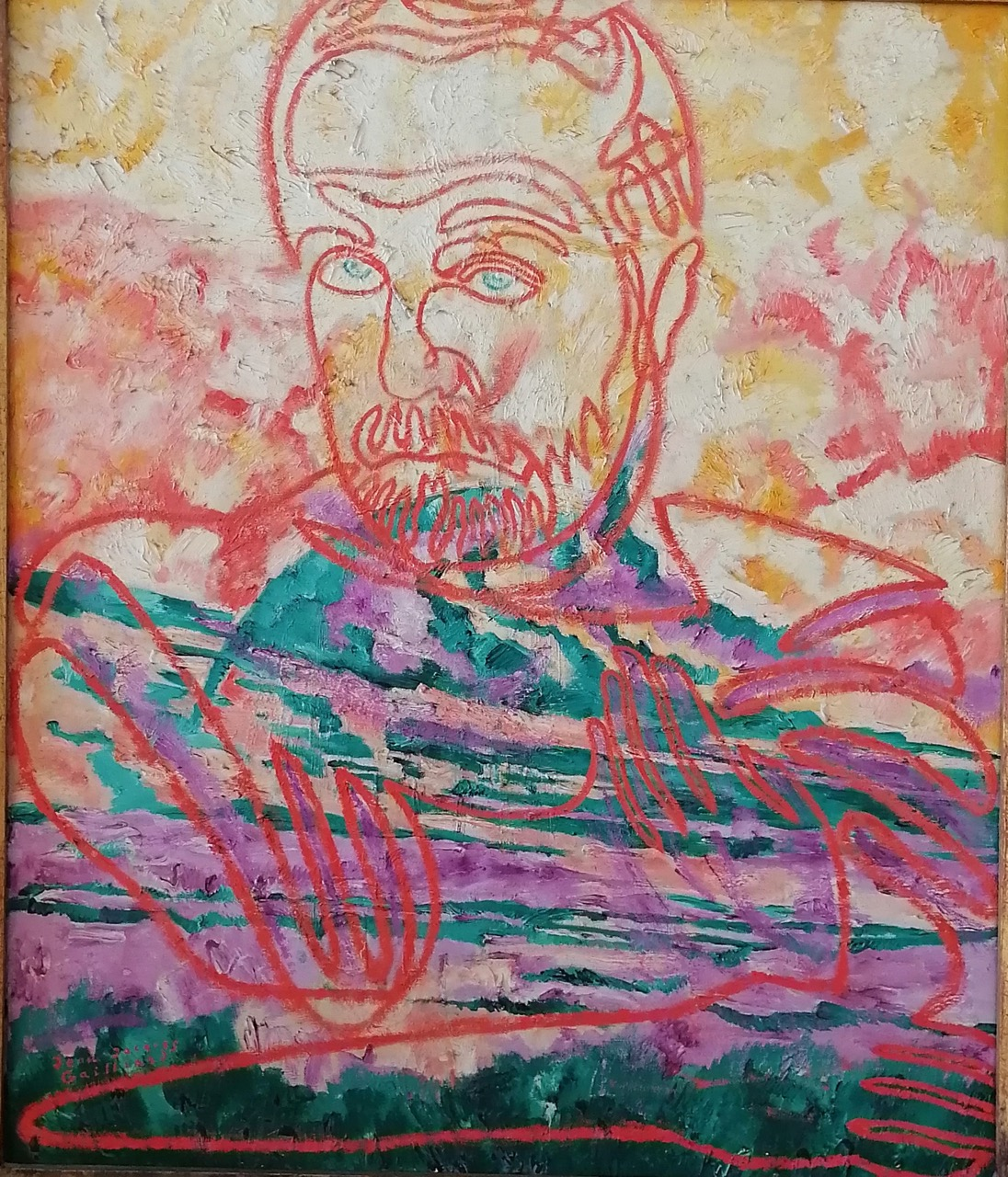
Réalgar ou L'Esprit de Franz Gailliard, 1922

Enfant, Jean-Jacques Gailliard reçoit des cours de dessin et de peinture de son père qui l'initie au rendu des couleurs, de la lumière et de l'atmosphère de l'air, étudiés par les impressionnistes. À 10 ans, il se promène avec son carnet de croquis dans le Vieux Bruxelles dont la transformation urbanistique commence. Il dessine les façades devant lesquelles il passe et croque les passants avec précision. Il n'abandonnera d'ailleurs jamais ce rôle de mémorialiste des rues de Bruxelles,.
En parallèle, il se forme à la musique dès son plus jeune âge sous l'impulsion de sa mère. À partir de 1909, il suit les cours de piano du compositeur polonais Józef Wieniawski. Adolescent, il complète ses humanités gréco-latines à l'Athénée de Bruxelles par des cours de solfège dans diverses académies et par des cours d'art à l'Académie royale des Beaux-Arts et à l'Académie de Saint-Josse. Il y suit entre autres les leçons des peintres symbolistes Émile Fabry, Constant Montald, Jean Delville, Herman Richir et des sculpteurs Victor Rousseau et Pierre-Jean Braecke.

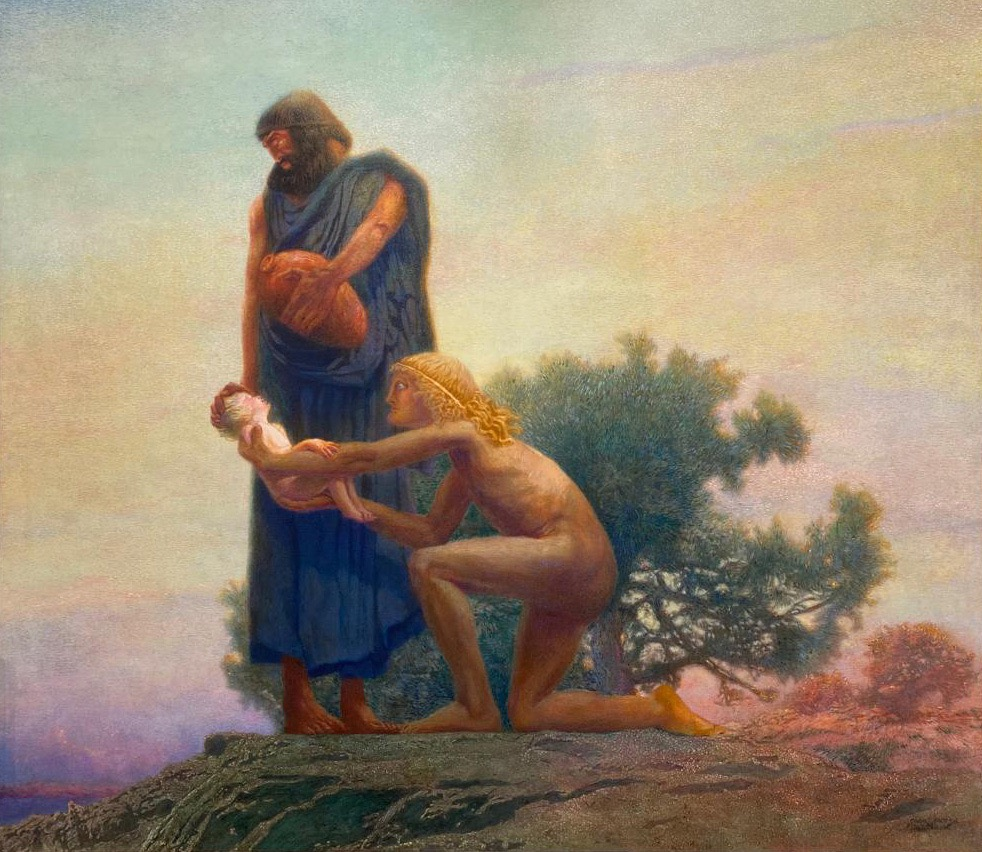
Oedipe enfant, 1912

Au cours de ses études, Jean-Jacques Gailliard reçoit plusieurs récompenses : en 1906, il obtient le deuxième prix de dessin d'après le torse antique et en 1913, il se voit décerner le premier prix de composition avec la plus grande distinction pour sa toile symboliste Œdipe enfant (1912), ce qui signifie l'octroi d'une bourse et la mise à disposition d'un atelier et de modèles gratuits. Le peintre symboliste Fernand Khnopff l'avait vivement défendu lors du jury.
À 16 ans, il visite en compagnie de ses parents le Salon d'Automne de Paris. Il y découvre le travail des artistes Léon Bakst et Philippe Maliavine ainsi que les Ballets russes de Diaghilev, avec notamment Anna Pavlova et Michel Fokine.
En 1909, il accompagne son père pour un voyage d'étude en Grèce où il fait la rencontre de la danseuse Isadora Duncan qu'il retrouvera lors de son séjour à Paris entre 1920 et 1924. Il ramène de ce voyage ses premières estampes. Suivra un voyage en Italie dont il revient marqué par l'œuvre de Salvator Rosa.
Très tôt, Gailliard est attiré par les avant-gardes. Il connaît les écrits de Mallarmé, de Maeterlinck, de Rimbaud, d'Edgar Allan Poe, la musique de Wagner, de Franck ou de Debussy ou encore l'art de Van Gogh.
Gailliard cherche à harmoniser les couleurs comme la musique.

### 1912: découverte des écrits d'Emanuel Swedenborg (1688-1772)
À 21 ans, Jean-Jacques Gailliard trouve dans la bibliothèque d'un aumônier protestant un livre intitulé Du ciel et de ses merveilles et de l'enfer, d'après ce qui a été entendu et vu écrit par Emanuel Swedenborg.
Parmi les théories de Swedenborg, la « science des correspondances » marque le plus Gailliard et a un impact direct sur sa peinture et sur son usage des couleurs, se traduisant entre autres par un usage privilégié du rouge et du blanc. En effet, « d'après les données swedenborgiennes, les teintes ont leurs significations définies ; le rouge désignant le Bien qui appartient à l'Amour, et le blanc marquant le Vrai qui appartient à la sagesse, sont les deux couleurs fondamentales d'où proviennent toutes les autres. »
En 1914, Jean-Jacques Gailliard se fait baptiser par le pasteur Ernest Deltenre. De ce fait, il devient membre de l'Église de la Nouvelle Jérusalem, courant méthodiste inspiré des enseignements de Swedenborg. Pour la chapelle de cette église située au numéro 33 de la rue Gachard à Ixelles, il réalise sept peintures murales en neuf mois, inspirées de la science des correspondances. Elles sont inaugurées le 22 novembre 1915, jour du 25e anniversaire de Jean-Jacques Gailliard. En 1916, Fernand Khnopff en fait l'éloge dans un article publié dans le Bulletin de la Classe des Beaux-Arts de l'Académie Royale de Belgique.
Désirant rencontrer le jeune Jean-Jacques Gailliard, l'écrivain belge Michel de Ghelderode s'arrange pour être invité à cet événement. C'est le début d'une longue amitié qui donnera lieu à l'exécution de plusieurs portraits du dramaturge et d'écrits consacrés au peintre. Dans le catalogue du Salon de Peinture de l'Expo 58, L'Art belge contemporain, de Ghelderode écrit au sujet de Gailliard : « En ce salon métaphysique où se circonscrit le rarissime Gailliard, cet aristocrate de notre peinture, j'aspire à écrire des histoires : par exemple, celle de l'enfant qui reçut au berceau, des dons d'une fée, une boîte à couleurs et le privilège de ne jamais perdre la grâce d'enfance, le sens de la joie, de sorte que cet enfant passa sa vie à peindre des images miraculeuses, qu'il donnait aux hommes, de la part de Dieu, de ses anges et de ses saints… »

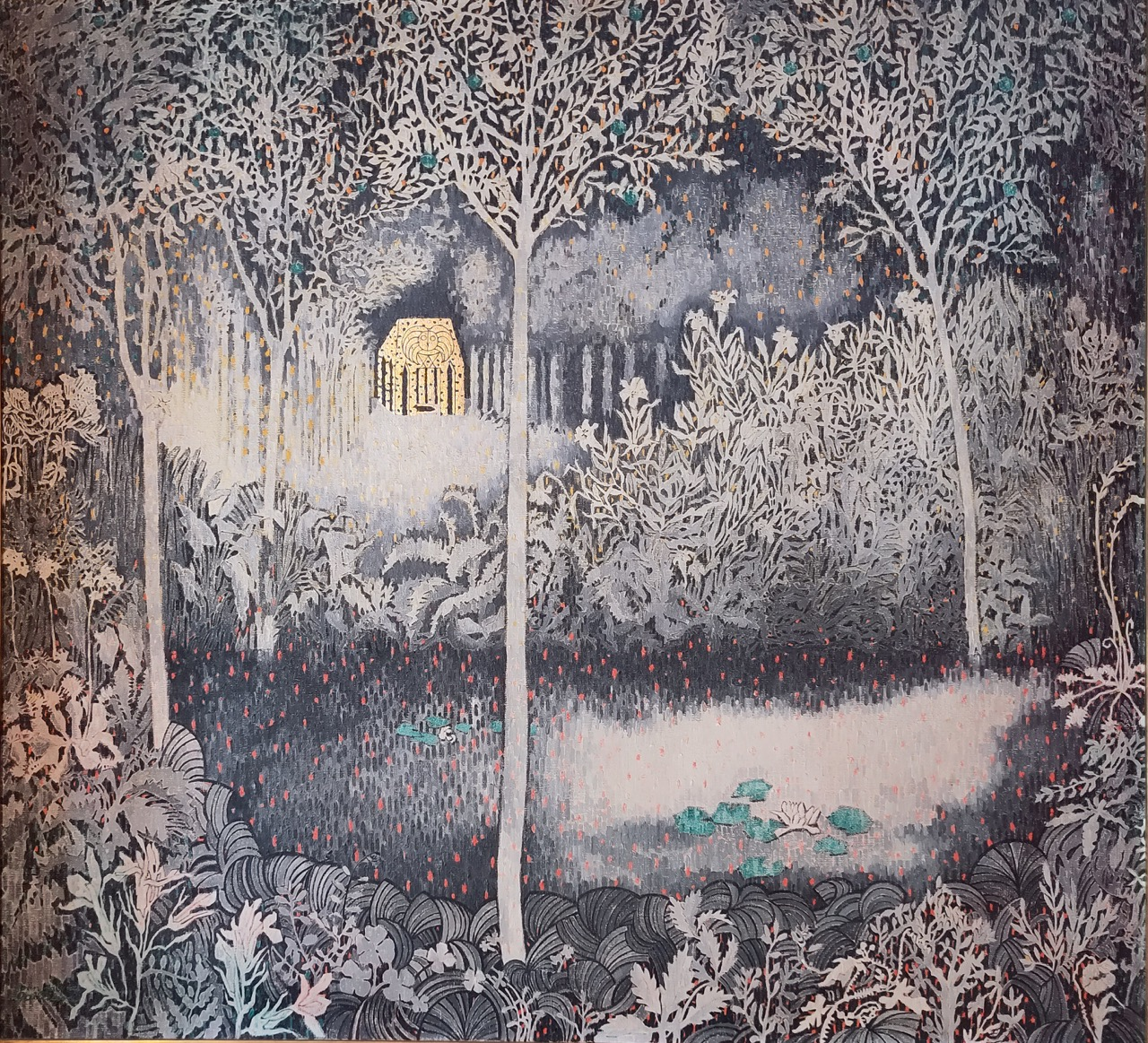
Le Jardin malade, 1916

En 1915, Jean-Jacques Gailliard peint le Portrait d'Emmanuel Swedenborg (1915). L'année suivante, il réalise Le Jardin malade (1916), dans un style pointilliste qu'il pratiquera jusqu'en 1920. Il s'agit du portrait symbolique de la princesse égyptienne Diouditine : une nature sauvage aux couleurs éteintes et au fond, un temple d'or, symbole de l'âme de la portraiturée. Gailliard en livre une description en 1934 : « Ce jardin est un portrait endeuillé. Un portrait de femme. Le temple d'or est le précipité de son âme dans une végétation fanée. C'est une âme malade. La femme est fragile, jolie, élégante. Sa nature est envahie par les ronces et d'un étang fougueux sortent des plantes corrosives, carnivores et sataniques. Des droseras et des cardinales. Cette femme exsangue, pâle, décolorée a vécu. Elle aurait souhaité se dégager de sa gaine charnelle. » Cette œuvre dans laquelle se côtoient tons sombres et lumineux, une dualité permanente dans l'œuvre de Gailliard,  est une mise en application de la théorie des correspondances de Swedenborg et de la croyance qu'une âme a une couleur et que le choix des couleurs peut refléter la diversité des caractères.
The Crimson Paradise (1917) imaginée au moment où Gailliard découvre les écrits du théosophe suédois en 1912, est une autre œuvre typique de l'époque swedenborgienne. Il est acheté en 1938 par la reine Élisabeth de Belgique pour être installé dans ses appartements.
L'intérêt de Jean-Jacques Gailliard pour le mysticisme l'amène aussi à participer au Salon d'Art religieux organisé par la ville de Barcelone en décembre 1920. Il y expose Le Bûcher des gloires (1920) pour lequel il obtient le premier prix, à l'unanimité du jury, au concours d'art décoratif de la Province du Brabant dans le cadre de la décoration de la Bibliothèque de l'Université de Louvain.
Si Gailliard déclare que la personne l'ayant le plus influencé est Swedenborg – « il m'a tout apporté, et le principal : que la mort, c'est la vie » -, son intérêt pour la spiritualité, le mysticisme et l'ésotérisme reviendra régulièrement au cours de sa vie et impactera sa personnalité et sa peinture. Gailliard s'intéressera entre autres au soufisme, à la réincarnation, à la métempsychose, au bouddhisme ou encore à l'anthropomorphisme.

### Les années parisiennes (1920-1924)

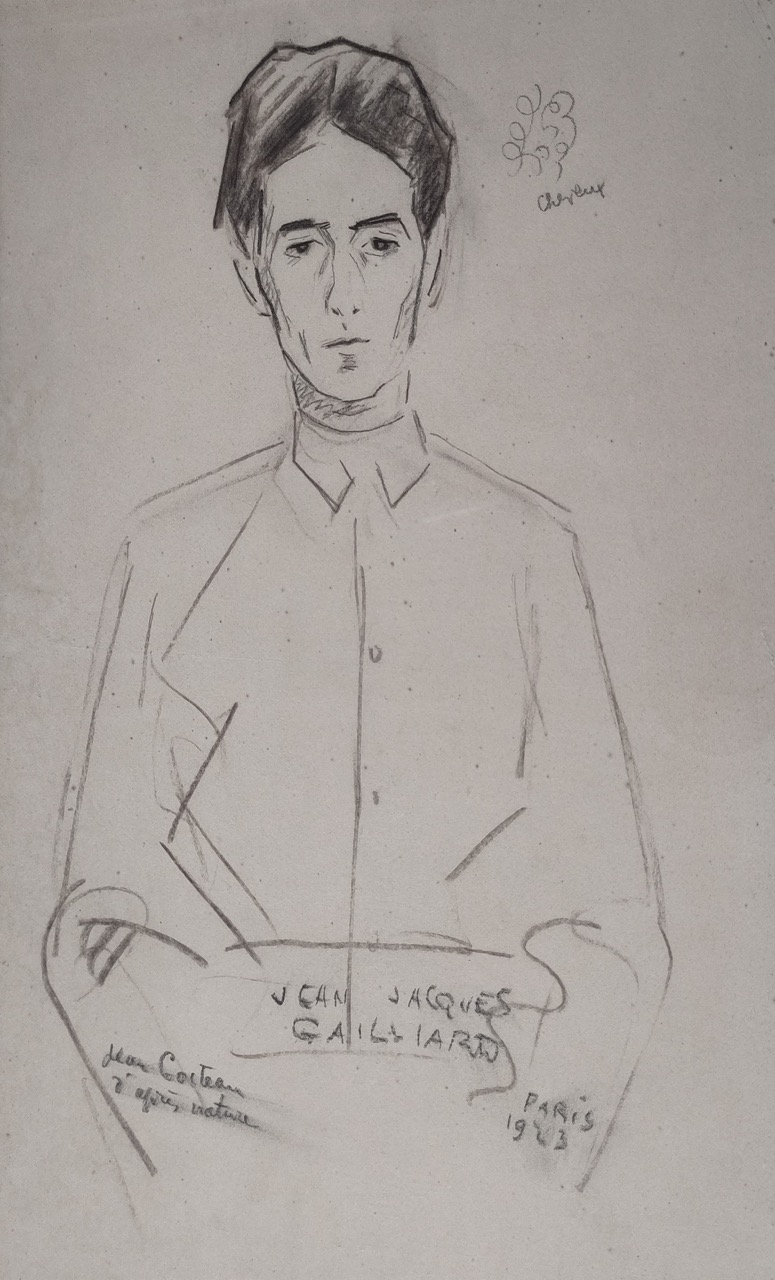
Jean Cocteau d'après nature, 1923

En 1920, Jean-Jacques Gailliard s'installe à Paris sous l'impulsion de son amie la comtesse Olga de Mentchoukoff rencontrée deux ans plus tôt. Par son intermédiaire, il rencontre beaucoup d'artistes dont l'écrivain Maurice Maeterlinck à qui il voue une grande admiration en raison de son mode de vie indifférent à la société, qu'il juge exemplaire. Malgré le décès de la comtesse en 1921, Gailliard s'établit à Paris jusqu'en 1924, où il séjourne dans l'appartement de Georges Hottois au numéro 13 de la rue Bonaparte, à Saint-Germain-des-Prés.
En plus d'être l'impresario des danseuses Isadora Duncan et Anna Pavlova, du pianiste Walter Rummel et du calculateur Giacomo Inaudi, Hottois avait aussi été le secrétaire de Maeterlinck. Grâce à Hottois et aux sorties au Bal Bullier, Gailliard rencontre de nombreux artistes. La plupart deviennent des amis dont il tire le portrait, fixant sur le papier ou sur la toile leurs « traits mentaux » : Gabriele d'Annunzio, Blaise Cendrars, Giorgio De Chirico, Raymond Duncan, Loïe Fuller, Maurice Maeterlinck, Pablo Picasso, Ida Rubinstein, Erik Satie, Igor Stravinsky ou encore Jean Cocteau avec qui il développa une relation privilégiée.

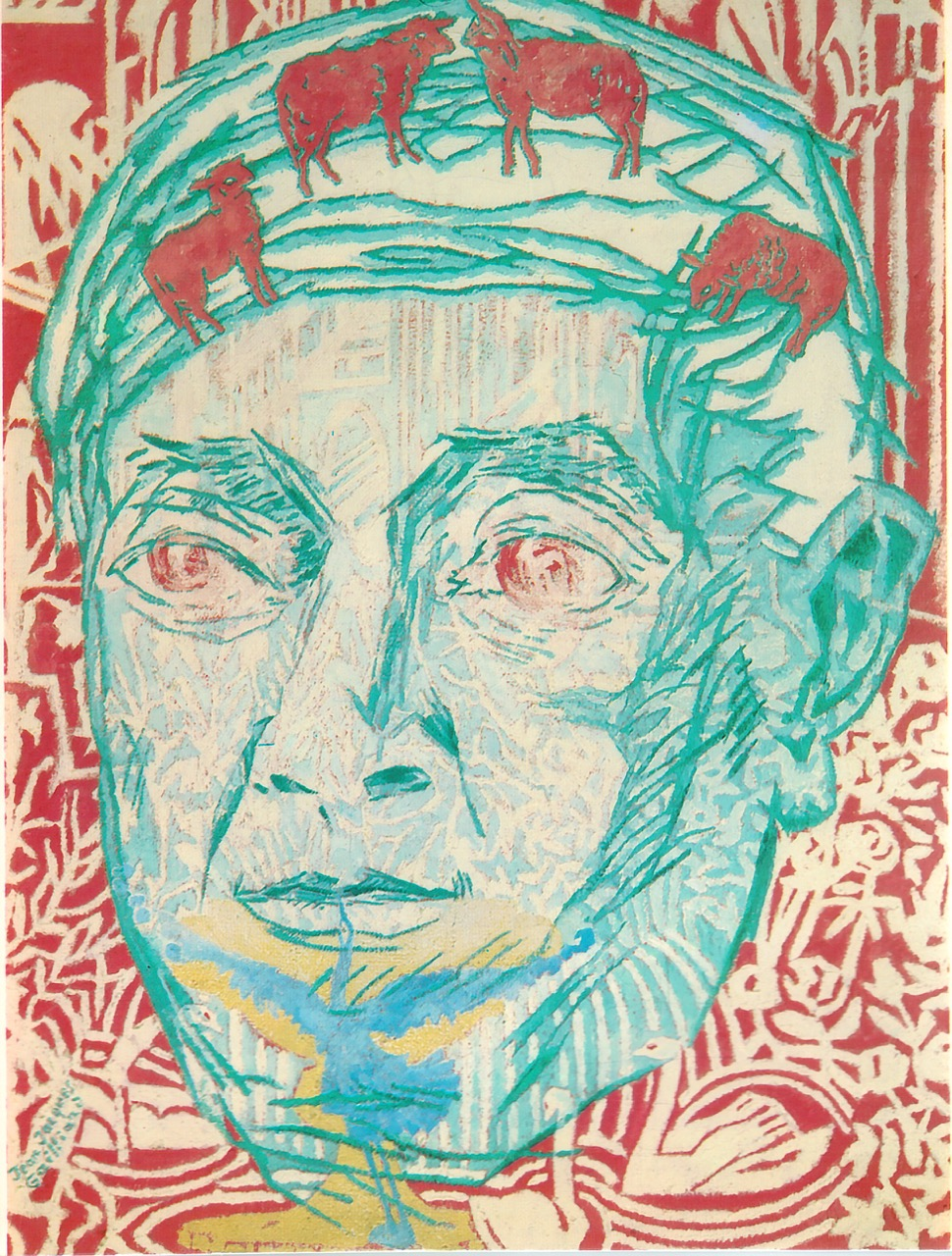
Le Poète Maeterlinck, 1921

En 1922, Gailliard participe à la Section belge de la XIIIe Esposizione Internazionale d'Arte della Cita di Venezia ainsi qu'au Salon des Indépendants de Paris pour trois années consécutives. Lors de sa première participation à ce salon, il rencontre Gabriele d'Annunzio dont il admirait déjà les écrits. Devant son œuvre Le Poète Maeterlinck (1921) sur le cadre duquel Gailliard avait inscrit la devise du poète, « In vero mihi cura », d'Annunzio lui conseille d'inclure le texte dans sa toile. Par la suite, Gailliard applique son conseil et l'inclusion de texte dans ses images devient l'une des caractéristiques de son oeuvre. Le surréalisme ou encore le groupe CoBrA combineront aussi mots et images dans les années suivantes.
Les textes de Gabriele d'Annunzio influencent également Gailliard : l'usage des couleurs, et en particulier du blanc. Dressant l'inventaire des couleurs mentionnées par l'écrivain italien dans ses œuvres littéraires, Gailliard remarque que « blanc » est l'adjectif le plus utilisé par ce dernier. Le blanc, aussi étudié par Swedenborg, domine les compositions de Gailliard dont les figures sont souvent entourées par un cerne clair.  
En 1923, Gailliard réalise un album de douze linogravures intitulé Vie de Swedenborg et préfacé par son ami James Ensor. En raison d'un manque de moyens, il ne sera publié qu'en 1955, aux Éditions Dutilleul à Bruxelles.
Durant son séjour à Paris, Gailliard se familiarise avec toute une série de mouvements d'avant-garde comme le fauvisme, le cubisme, l'orphisme, le futurisme ou encore le dadaïsme. À partir de 1923, il participe aux expositions des groupes La Lanterne sourde, 7 Arts, Les Peintres Constructeurs et dévoile des œuvres abstraites dont forme et contenu ont une valeur symbolique.

### Retour en Belgique et explorations abstraites (1924-1930)
En 1924, Jean-Jacques Gailliard rentre en Belgique. À son retour, il est nommé professeur de dessin à l'Institut des Arts et des Métiers à Bruxelles, poste qu'il conserve pendant vingt-cinq ans. Il participe à la Présentation internationale de tableaux et d'œuvres graphiques au Cabinet Maldoror, la galerie de Geert Van Bruaene.
En 1925, il fonde le groupe L'Assaut avec son ami Pierre-Louis Flouquet. Se joignent à eux les artistes Marthe Donas, Marcel-Louis Baugniet, Félix De Boeck, Karel Maes et Hubert Wolfs. Leur but est « la démonstration d'une recherche d'un mode nouveau d'expression de la peinture. » La même année, il réalise des décors et des marionnettes pour Le Rataillon, le théâtre d'Albert Lepage à Bruxelles ainsi que la décoration du studio de la musicienne Henriette Harlez à Saint-Josse-ten-Noode. Toujours proche du milieu du spectacle, il contribue à l'exposition Les Arts du théâtre à la Galerie Spectacles à Bruxelles aux côtés d'Akarova et de Marcel-Louis Baugniet.
Durant l'été 1927, il est l'initiateur d'une « Foire aux Croûtes » (selon ses termes), une exposition en plein air qui se tient à Bruxelles au Bois de la Cambre et au Parc Josaphat. Il invite ses amis bruxellois des groupes d'avant-garde à exposer leurs œuvres accrochées aux arbres ou déposées sur des chaises.

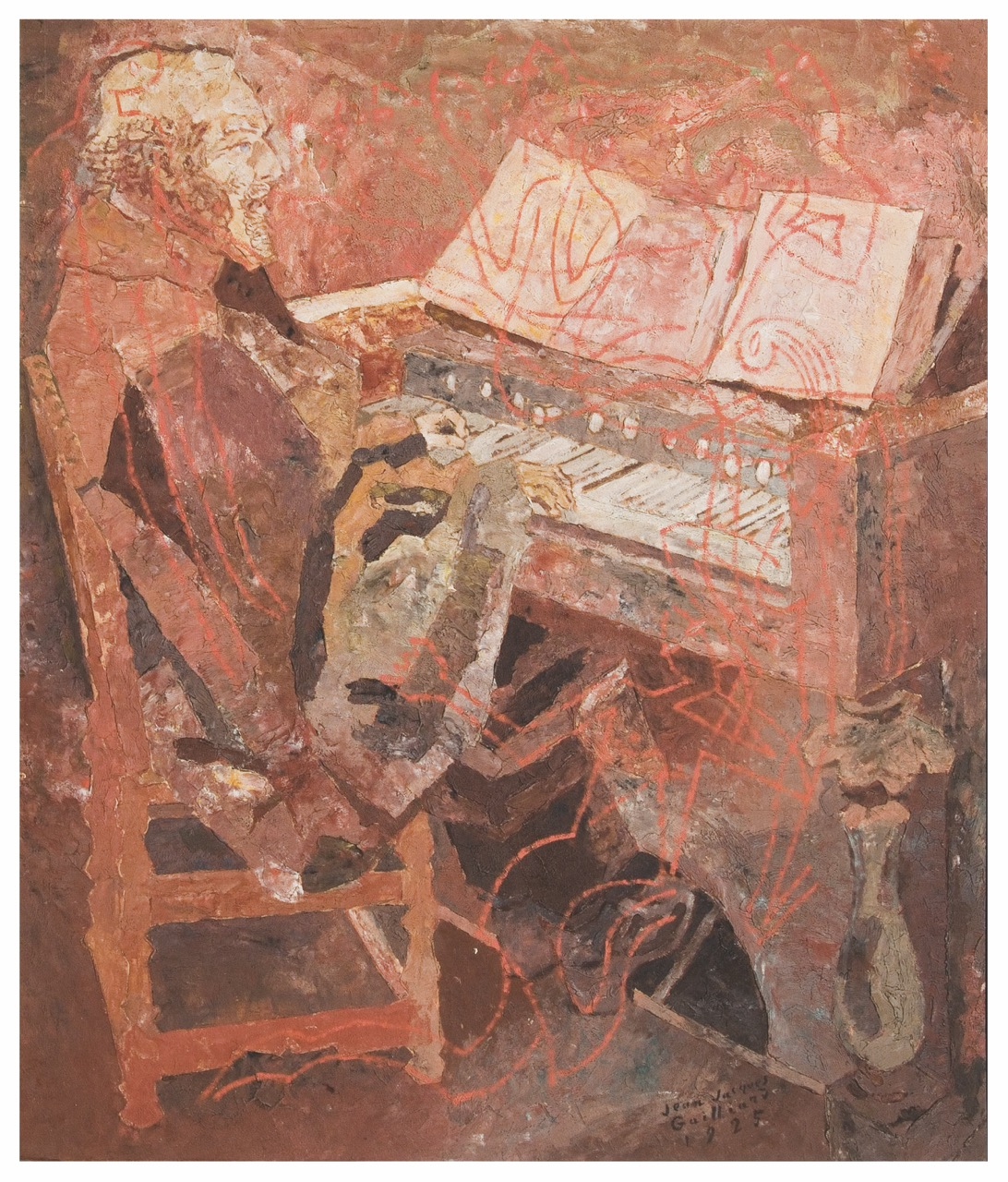
Ensor musicien, 1925

En 1928, Gailliard expose à nouveau avec le groupe L'Assaut et présente La Jeune Peinture Belge à la Galerie Marguerite Henri à Paris avec des œuvres de Marcel-Louis Baugniet, Marthe Donas, Félix De Boeck, Pierre-Louis Flouquet, Victor Servranckx, Edmond Vandercammen et Hubert Wolfs. À Paris, il participe à l'exposition L'Art belge depuis l'Impressionnisme au Musée du Jeu de Paume et expose son Ensor musicien (1925). Outre ce tableau appartenant à un ensemble de trois peintures formé par Ensor peintre (1925) et Ensor ostendais (1925), il existe beaucoup de croquis, de dessins et de tableaux attestant l'amitié qui unissait Gailliard et Ensor. Gailliard lui rend visite régulièrement à Ostende jusqu'à la fin sa vie, survenue le 19 novembre 1949. Lors de son enterrement, Jean-Jacques Gailliard prononce un éloge funèbre teinté d'admiration.
En 1929, il signe un contrat avec la Galerie Le Centaure à Bruxelles et y expose avec De Boeck, Flouquet et Servranckx.
Le 1er avril 1930, à bientôt 40 ans, il déménage avec ses parents au numéro 12 de la rue d'Ath à Saint-Gilles. Si ce nouveau domicile devait être provisoire, son père Franz y décède le 17 février 1932. Jean-Jacques Gailliard le dessine sur son lit de mort et crée la pierre tombale de son père, enterré au Cimetière de Saint-Gilles à Uccle Calvoet. La rue d'Ath deviendra la rue Franz Gailliard en hommage au peintre par décision du collège échevinal de Saint-Gilles en sa séance du 14 décembre 1945.
À partir de 1933, Jean-Jacques Gailliard participe au Groupe d'Art Moderne de Liège dirigé par Georges Linze en contribuant activement à leur revue, Anthologie.

### «Surimpressionnisme» et reconnaissance (1930-1976)

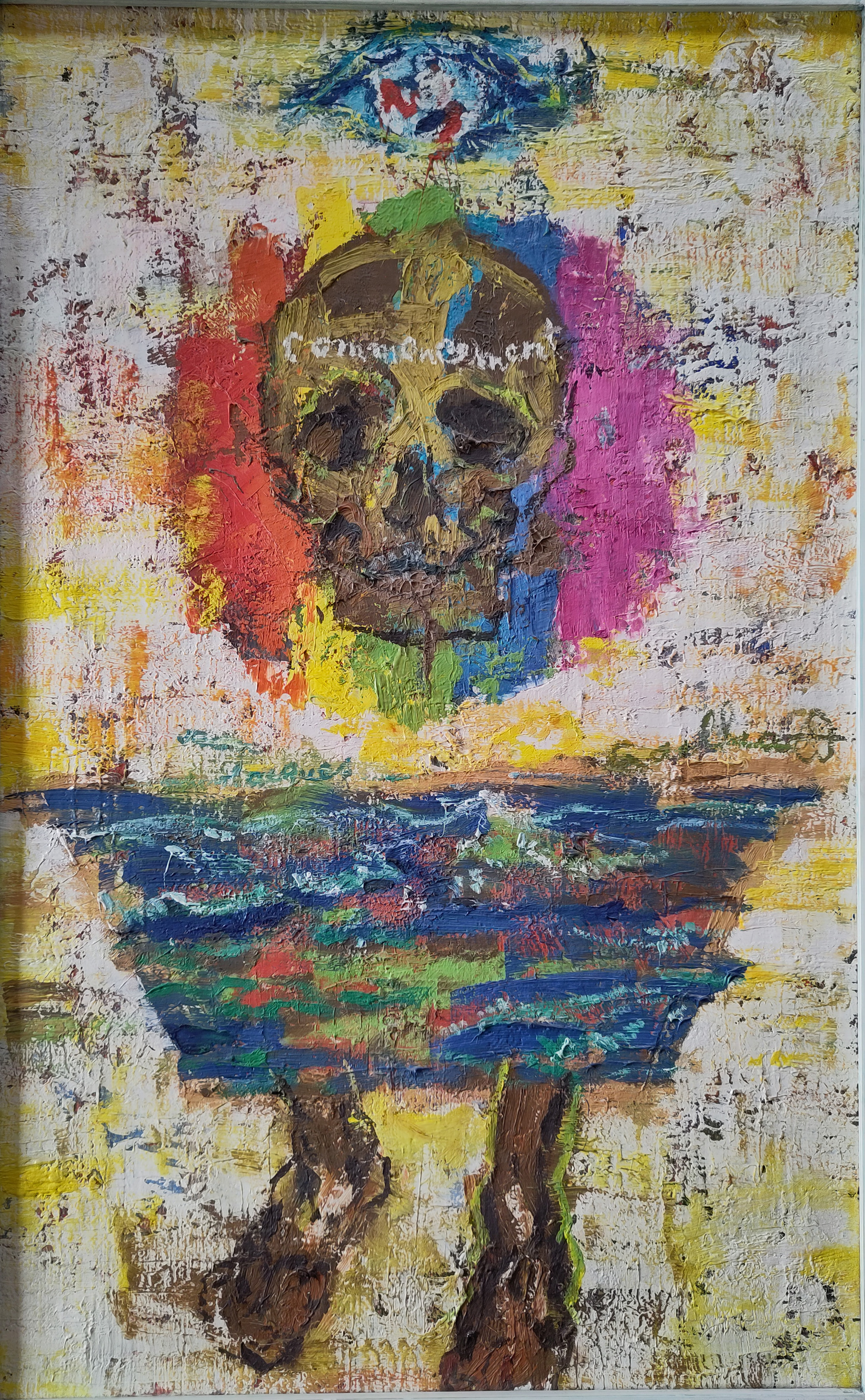
Autoportrait symbolique, 1948

Au début des années 1930, Gailliard revient à la figuration et va jusqu'à « humaniser » ses objets en les considérant comme des organismes capables de se souvenir. En 1947, le critique d'art Stéphane Rey qualifie son style de « surimpressionnisme » ou de « peinture cinégraphique ». Dans ces oeuvres colorées, l'imaginaire se mêle au réel et les paysages, éléments d'architecture, décors, personnages se superposent dans des ensembles visuels riches en informations.
Georges Fabry, auteur de l'ouvrage Le voyageur de la lumière fantasque (1972) écrit avec la participation de Jean-Jacques Gailliard, explique que le terme « surimpressionnisme » doit se comprendre dans un triple sens. D'abord, comme un impressionnisme « surpoussé », c'est-à-dire très lumineux. Ensuite, comme un style qui tend à restituer des impressions profondes et intérieures. Enfin, au sens cinématographique du terme en ce qu'il consiste à imprimer des images les unes sur les autres pour intégrer à l'intérieur d'une image les notions de mouvement, d'espace et de temps.
Pour réaliser ces tableaux, Gailliard procède à l'inverse de la logique habituellement enseignée à l'académie : il commence à appliquer les couleurs par taches pour ensuite venir préciser les contours de ses figures.
Le 25 novembre 1932, Gailliard reçoit le prix Émile Sacré décerné par l'Académie royale des Sciences, des Lettres et des Beaux-Arts de Belgique, Classe des Beaux-Arts, pour l'ensemble de son œuvre.
En 1935, il participe à la conception de divers pavillons de la Section belge à l'Exposition Universelle et Internationale de Bruxelles, Exposition d'Art moderne. Dès ses 4 ans, il avait fréquenté les Expositions universelles avec ses parents dont celle d'Anvers (1894), de Venise (1896), puis celles de Bruxelles (1897 et 1910) et de Paris (1900 et 1925).
À l'âge de 48 ans, il épouse Rita Kaufmann (1909-1995), rencontrée douze ans plus tôt alors qu'elle était étudiante à l'Académie des Beaux-Arts de Bruxelles et à l'Institut de La Cambre. De cette union naissent deux filles, Geneviève en 1938 et Isabelle en 1941.
En 1946, Gailliard effectue son premier voyage après-guerre avec sa femme et ses deux filles. Il ramène de Suisse et d'Italie une trentaine de peintures et de nombreux dessins. L'année suivante, au mois de mai, la Galerie Georges Giroux à Bruxelles lui consacre une grande rétrospective.

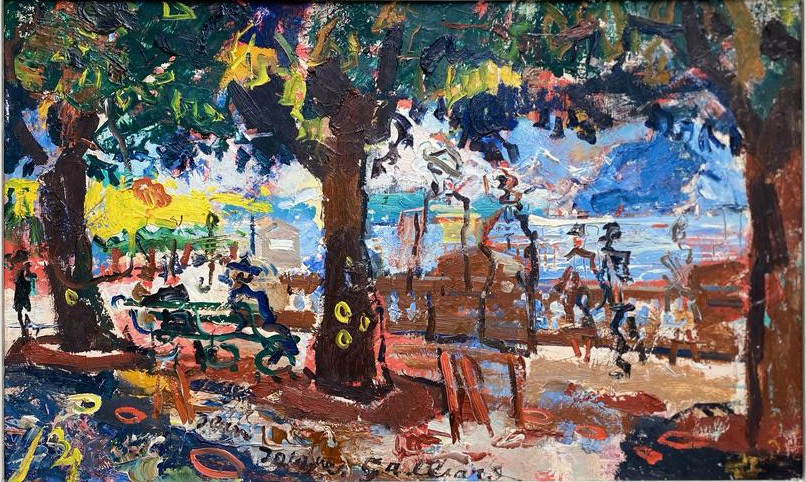
Promenade à Lucerne - Schweizerhofquai, 1948

L'année 1948 marque sa première exposition individuelle aux Victor Waddington Galleries de Dublin qui l'exposeront encore en 1950 et 1954. Cette année-là, Siméon Valentin [Élisabeth Saccasyn della Santa] consacre une conférence à Jean-Jacques Gaillard intitulée « Le peintre affrontant l'homme », à la Salle Giroux à Bruxelles. Dans la foulée, elle écrit le numéro de la série Monographies de l'Art Belge dédié à Jean-Jacques Gailliard.
Toujours en 1948, Gailliard peint son autoportrait symbolique (Autoportrait symbolique) dont il livre une description humoristique : « ma tête est une tête de mort, parce que, je vous l'ai dit, la mort, c'est la vie. Je suis dans une bulle couleur d'arc-en-ciel. Le bas du corps est symbolisé par un trapèze bleu. C'est la mer, les vagues, l'eau. Dans les correspondances, l'eau signifie la science. Tout en dessous, deux pieds stylisés. C'est la marche. La science est en marche. Et, surplombant l'ensemble, vous voyez un œil. C'est Dieu. Je me suis représenté de cette façon, parce que je trouve mon physique pas assez intéressant. Si j'avais été un bel Italien, ça aurait valu la peine que je fasse mon autoportrait… »
En 1952, Gailliard part en vacances en famille sur les traces de Swedenborg. Ils passent par la Suède, l'Allemagne et le Danemark. Durant ce périple, Gailliard dessine et peint, ramenant ainsi plusieurs croquis et tableaux.
Dans les années 1950, Gailliard s'essaye au cinéma en réalisant deux courts métrages en 16 mm en collaboration avec Henri François : Le Réveil d'Ensor (1953) et L'Ombre de Monsieur Rops (1954), présentés notamment à l'Union Belgo-Britannique le 30 avril 1956.

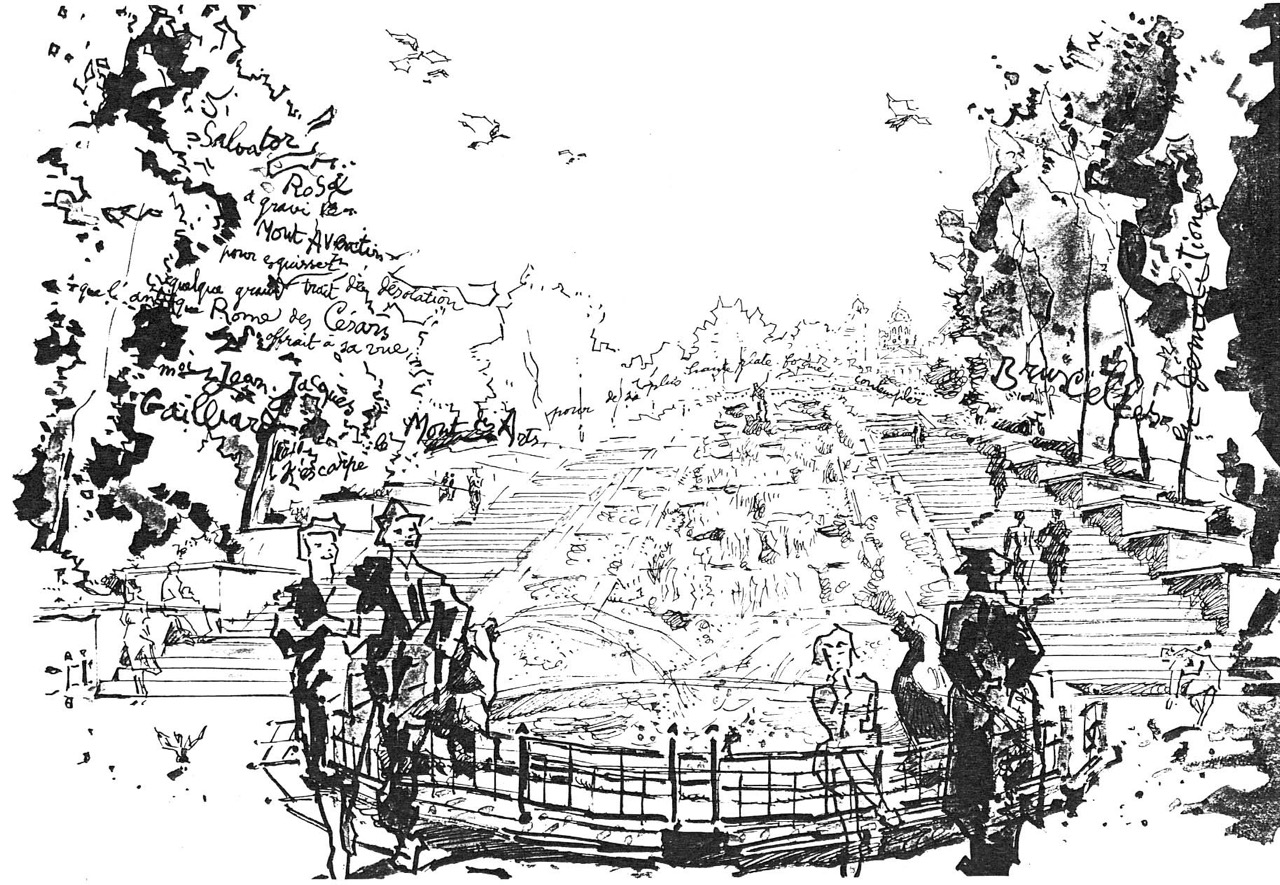
Le Mont des Arts, Bruxelles, 1955

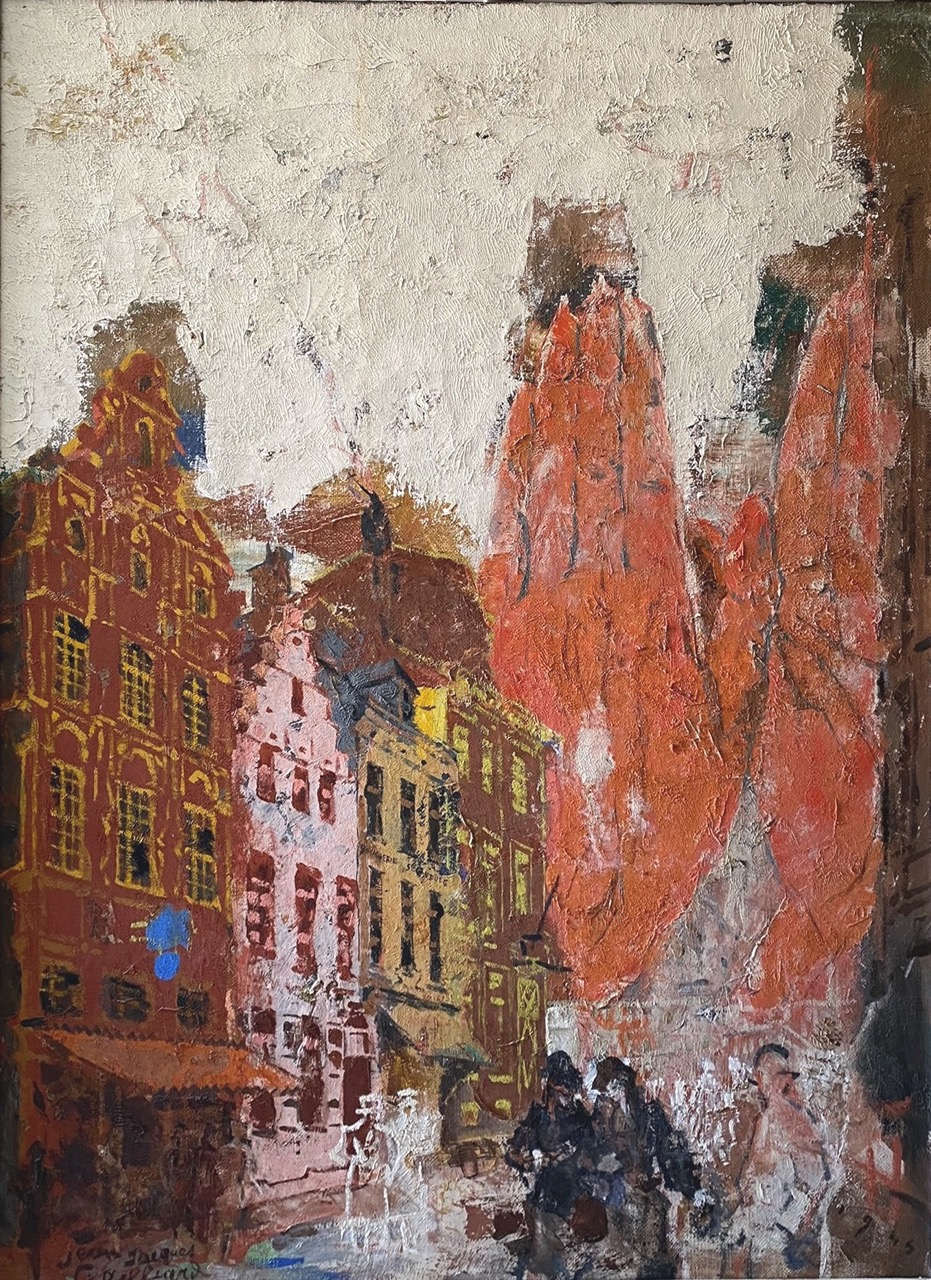
La Bénédiction de Sainte Gudule, 1944

Zwanzeur et amoureux de Bruxelles depuis son enfance, Gailliard se rend souvent à l'Église de la Chapelle ainsi que dans le quartier de l'Église des Brigittines où, accompagné de son ami Paul Colinet, il s'arrête au café des Arbalétriers, rue des Visitandines, pour boire une kriek. Ils y retrouvent notamment Roger Kervyn Marcke-Ten-Driessche ou le sculpteur John Cluysenaar. À 65 ans, Gailliard continue à vouloir protéger le Vieux Bruxelles. Il prend la défense du Mont des Arts et organise au Cheval de Verre une exposition intitulée « Le Mont-des-Arts avec le vœu de ne le voir jamais devenir un Mont désastre, un Mont désert. » Parmi les communes bruxelloises qui lui rendent hommage, Saint-Gilles dont l'Hôtel de ville accueille bon nombre de ses œuvres lors d'expositions collectives, dont une rétrospective personnelle en 1961.
Durant l'été 1956, la famille Gailliard loge sur l'île Comacina au lac de Côme, dans une villa mise à leur disposition par le Consulat Général de Belgique et où ils retourneront en 1959. Pendant leur séjour, Gailliard réalise une série de peintures et de dessins. Au mois d'août, ils passent quelques jours au lac de Garde durant lesquels il peint Il Vittoriale degli Italiani (1956), la résidence de Gabriele d'Annunzio.

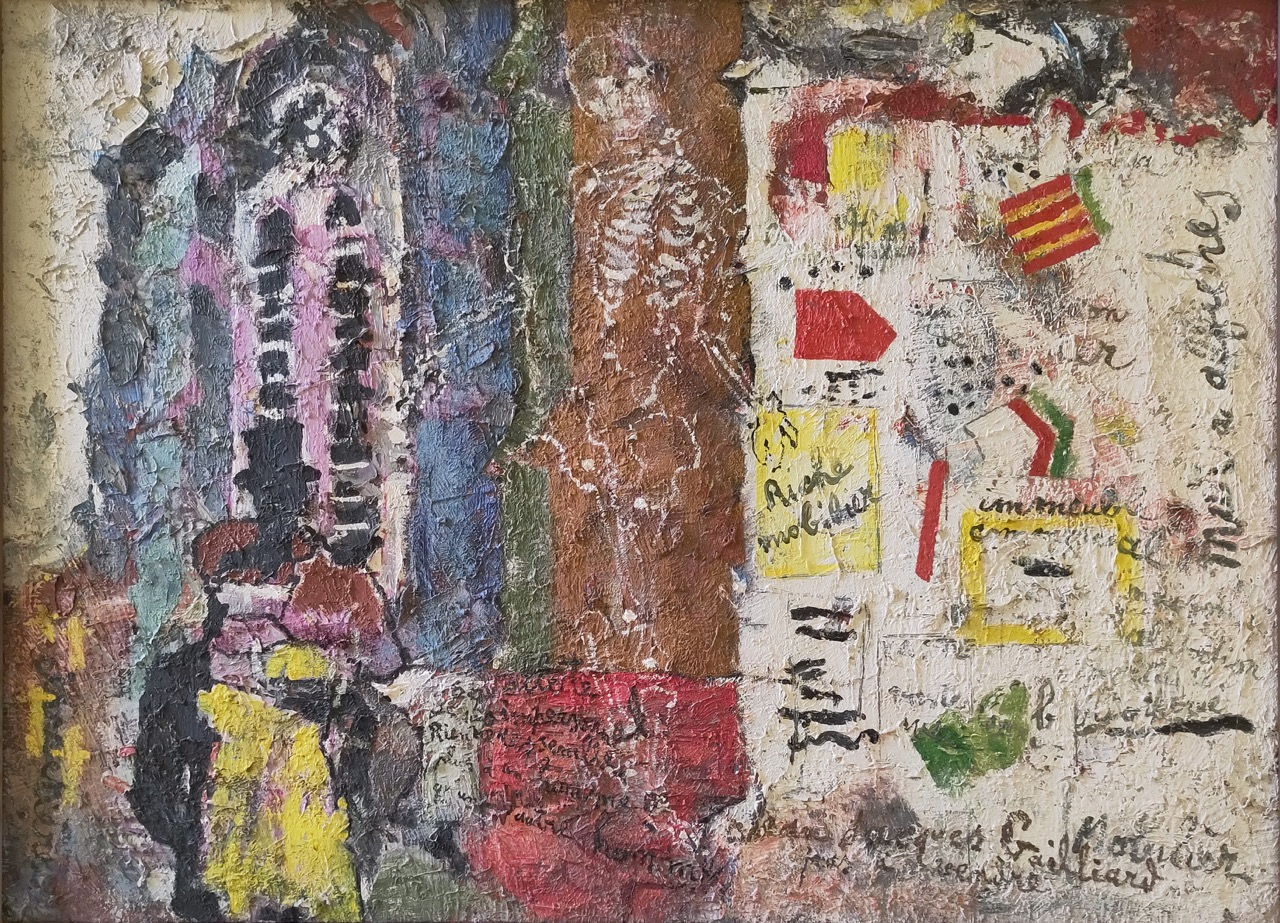
Jean-Jacques Gailliard pas à vendre, 1969

En 1957, Gailliard reçoit le Prix René Steens lors d'une réception donnée au Cercle Royal Gaulois à Bruxelles.
À l'occasion de l'Exposition Universelle et Internationale de Bruxelles en 1958, Gailliard est engagé comme reporter-dessinateur pour la revue Objectif 58. Dans ce même cadre, il participe à l'exposition L'Art belge contemporain avec ses œuvres Ma femme est partie (1947), La Rose distillée (1947) et N'avez-vous jamais écrit une lettre d'amour ? (1948). Cette année-là, il co-fonde avec Aubin Pasque, Max Bucaille, Serge Hutin, Thomas Owen et Robert Geenens le mouvement Fantasmagie, regroupant les tenants d'un art fantastique et magique.

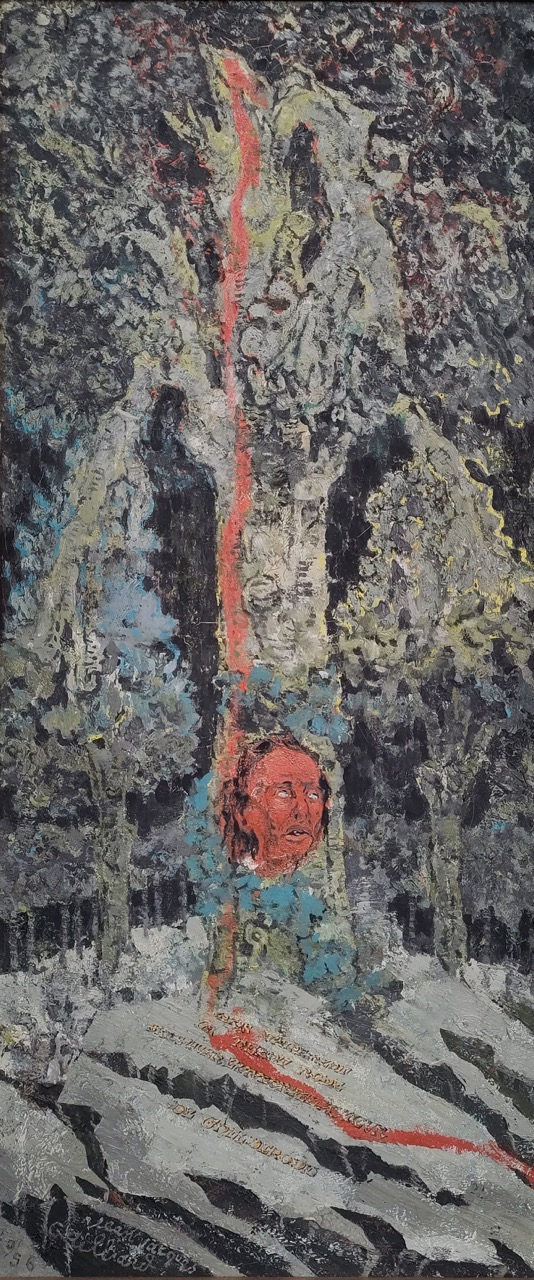
Le Tombeau de Michel de Ghelderode, 1956

Le 1er avril 1962, six ans après avoir peint Le Tombeau de Michel de Ghelderode (1956), Jean-Jacques Gailliard apprend le décès de son ami. Il le dessine sur son lit de mort. Un ouvrage reprenant la correspondance de Gailliard avec de Ghelderode, rehaussé de peintures, dessins et lithographies de Gailliard et de textes alors inédits de l'écrivain aurait dû être publié mais ne l'a jamais été pour des raisons restées inconnues.
L'année 1962 est aussi marquée par l'obtention du Prix Émile Sacré.
Jean-Jacques Gailliard aime recevoir des amis à la maison, comme ses parents en avaient l'habitude lorsqu'il était jeune. Ainsi, le dimanche, défilent chez lui parfois jusqu'à trente personnes, écrivains, musiciens, peintres… 
En 1964, naît son premier petit-fils, Raphaël. Suivront Gérald (1966), Laetitia (1973) et Jonathan (1976).
Au milieu des années 1960, Jean-Jacques Gailliard, en tant qu'Ostendais d'adoption, reçoit la première Médaille d'Or de la Ville d'Ostende décernée à un peintre. En 1968, il offre personnellement au roi Baudouin et à la reine Fabiola un dessin qu'il a réalisé pour le programme du Gala de la Presse La Traviata.
En 1970, le Musée d'Ixelles lui consacre une grande rétrospective avec près de deux cents œuvressuivi par le Cercle artistique de Tournai qui en expose environ septante. À l'occasion de cette exposition, le critique d'art Georges Fabry écrit : « Cette rétrospective a joué un rôle énorme dans la compréhension et la gloire présentes de Gailliard. Elle a été le chemin de Damas pour beaucoup, qui ont dû se rendre à l’évidence : Gailliard est l’un de nos grands artistes d’à présent, et sans doute le plus original. » 

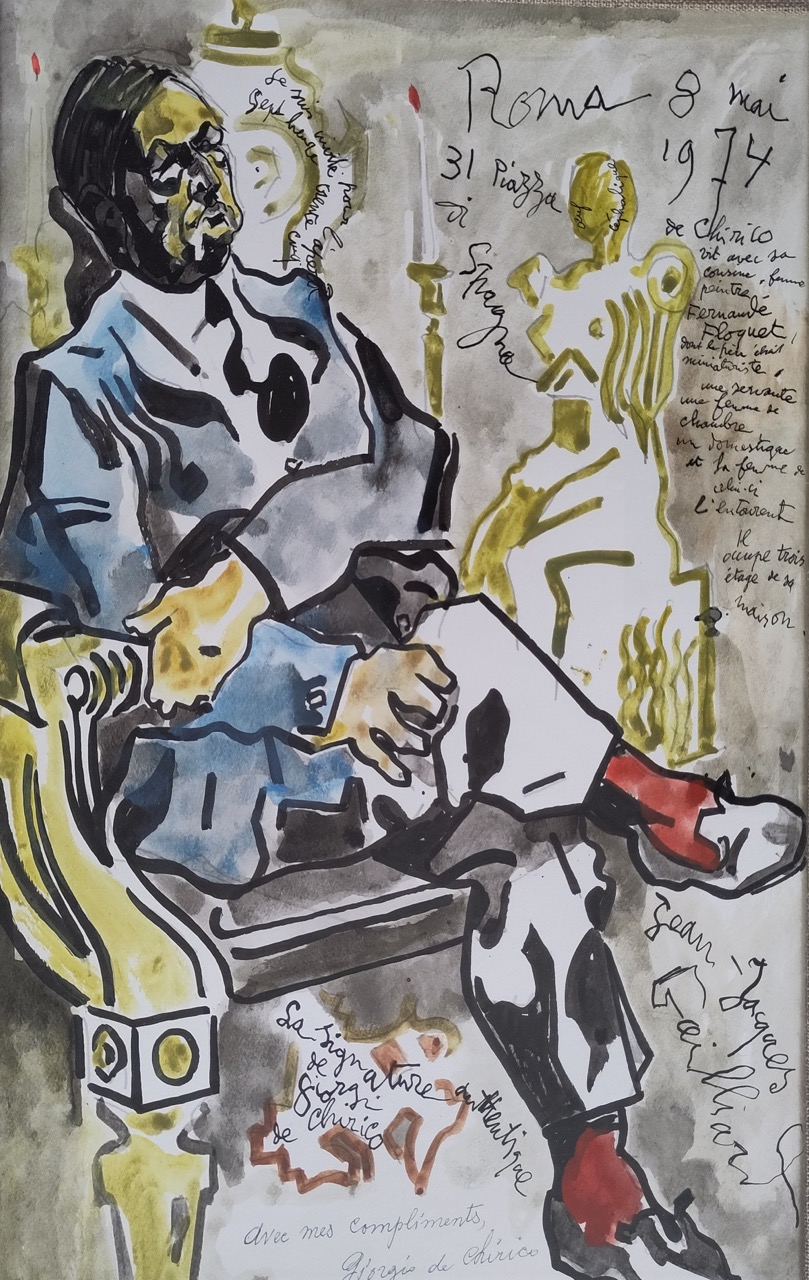
Le Peintre Giorgio de Chirico, Rome, 1974

Un banquet d'hommage est organisé à Bruxelles à l'occasion de ses 80 ans. Une centaine de personnes y participent, parmi lesquelles des artistes peintres, hommes de lettres, musiciens, conservateurs de musées et personnalités officielles. À cette occasion, Jean-Jacques Gailliard est sacré « Prince des Peintres », succédant en cela à son ami James Ensor,.
En 1971, Jean-Jacques Gailliard devient membre de l'Académie royale des Sciences, des Lettres et des Beaux-Arts de Belgique, Classe des Beaux-Arts, Section Peinture. Il reçoit aussi la Médaille Vermeil de l'Association royale des Artistes professionnels de Belgique.
Deux courts métrages lui sont consacrés pour la Radio-Télévision belge (RTB) réalisés par Sélim Sasson et Greta Deses. Un portrait réalisé par Gérard Corbiau et Pierre Delrock en 1973 est diffusé le 6 janvier 1974 sous le titre Le Jardin malade.
En 1974, Gailliard voyage à Rome avec sa famille et y retrouve Giorgio De Chirico qu'il a connu dans les années 1920 à Paris. Il est invité par le peintre métaphysique italien à prendre le thé chez lui, à la Piazza di Spagna, en compagnie de sa femme Rita et de leur fille Isabelle. À cette occasion, De Chirico signe son propre portrait réalisé par Gailliard.
Au mois d'avril 1976, Jean-Jacques Gailliard peint sa dernière toile, J'ai cueilli des roses en Islande. Le 17, il décède à son domicile.

## Décorations
- 1926 :  Officier de l'ordre de la Couronne
- 15 novembre 1950 : Officier de l'Ordre de Léopold II
- 30 avril 1952 : Médaille civique de 1re classe
- 20 janvier 1958 : Officier de l'Ordre de la Couronne
- 1972 : Officier de l'Ordre de Léopold

## Liste non exhaustive d'œuvres
- 1912 : 
  - Œdipe enfant
- 1915 : 
  - Décoration intérieure de la Chapelle Swédenborgienne (rue Gachard, 33 à Ixelles)
- 1916 : 
  - Le Jardin malade
- 1917 : 
  - The Crimson Paradise
  - Mes parents (Musée Charlier, Bruxelles)
- 1918 : 
  - Le Mage d'Orient Malkisédech Prince Paix (Fédération Wallonie-Bruxelles)
  - Fable - Le Prince de la paix
  - L'Hiérophante ou Le Mage d'Orient 1918 (Atelier des Symbolistes)
- 1919 : 
  - Le Voyageur de la lumière
  - La Parousie
- 1920 : 
  - Les Trois Testaments (Glencairn Museum, Bryn-Athyn, États-Unis)
- 1921 : 
  - Le Poète Maurice Maeterlinck (Ministerie van de Vlaamse Gemeenschap - Vlaamse Overheid])
- 1922 : 
  - Réalgar - L'Esprit de Franz Gailliard
  - L'Acteur caméléon
- 1923 : 
  - C'est Jean Cocteau (Paris)
  - Portrait d'Igor Stravinsky (Paris) (Conservatoire Royal de Musique de Bruxelles)
- 1924 : 
  - Deux Soleils dans un paysage (Collection de la Province du Hainaut)
  - Orphée (Propriété de l'État belge)
  - Pécheurs (Belfius Art Collection)
  - Échantillon (Fédération Wallonie-Bruxelles)
  - Morphologie no 4 (Musée de Grenoble)
- 1925 : 
  - Hommage à Salvator Rosa
  - Foire (Foire d'XL)
- 1927 : 
  - Autosoleil (Musée d'Ixelles)
  - Épicerie Marianne (Mu.Zee)
- 1928 : 
  - Duo (Musée universitaire de Louvain)
- 1929 : 
  - La Dent d'Archimède
  - Reconnaissance à Schliemann
- 1930 : 
  - Familiarité d'objets (Musées royaux des Beaux-Arts de Belgique)
  - Chants d'oiseaux I Thème bleu (Mu.Zee)
- 1931 : 
  - Chants d'oiseaux I Thème vert (Mu.Zee)
  - Portrait de Gaston Denys Perier
  - La Mer dans l'appartement
- 1933 : 
  - La Lucarne de Scourbatcheff (Propriété de l'État belge)
- 1940 : 
  - Rue des Trois Têtes (Bruxelles) (Musées royaux des Beaux-Arts de Belgique)
- 1942 : 
  - Portrait de René Seghers (Provinciale Bibliotheek Limburg)
- 1944 : 
  - Le Poète (Propriété de l'État belge)
  - Adieux à la Montagne de la Cour, Bruxelles
  - La Bénédiction de Saint-Gudule, Bruxelles 1944
- 1945 : 
  - Souvenirs de famille
- 1947 : 
  - Nature-Morte « Mes amis me reconnaîtront toujours dans la nuit »
  - Ma femme est partie (Fédération Wallonie-Bruxelles)
- 1948 : 
  - Autoportrait symbolique
- 1949 : 
  - Les Yeux d'Ensor, Ostende (Musée Van Buuren)
  - La Forteresse
- 1958 : 
  - Novalis
- 1961 : 
  - L'Urne funéraire du Roi de Thulé (Belfius Art Collection)
- 1962 : 
  - Une Vie brisée
  - Madame quitte ce monde
- 1967 : 
  - Le Néant luit (Stedelijk Museum voor Actuele Kunst)
- 1974 : 
  - Le Sabbath n'a pas de soir
- 1975 : 
  - La Praline du Waux-Hall

## Musées et collections
Les œuvres de Jean-Jacques Gailliard sont conservées dans des musées et collections en Belgique et à l'étranger.
- En Belgique : 
  - FIBAC, Anvers
  - Koninklijk Museum voor Schone Kunsten Antwerpen (KMSKA)
  - Museum van Hedendaagse Kunst Antwerpen (MUKHA)
  - Académie Royale de Belgique, Bruxelles
  - Administration communale de Saint-Gilles, Bruxelles
  - Archives de l'Art Contemporain, Bruxelles
  - Archives de la Ville de Bruxelles
  - Banque Nationale, Bruxelles
  - Belfius Art Collection, Bruxelles
  - Bibliothèque Précieuse ULB, Bruxelles
  - Bibliothèque Royale Albert Ier - Cabinet des Estampes, Bruxelles
  - Bibliothèque Royale Albert Ier - Archives et Musée de la Littérature, Bruxelles
  - Conservatoire Royal de Musique de Bruxelles, Bruxelles
  - Fondation Maurice Carême, Bruxelles
  - Fédération Wallonie-Bruxelles, Bruxelles
  - Maison des Arts de Schaerbeek, Bruxelles
  - Musée de la Ville de Bruxelles / Maison du Roi, Bruxelles
  - Musée Charlier, Bruxelles
  - Musée d'Ixelles, Bruxelles
  - Musées royaux des Beaux-Arts de Belgique (MRBAB), Bruxelles
  - Musée Van Buuren, Bruxelles
  - Musée de la Société d'Histoire, Comines-Warneton
  - Museum Dhondt-Dhaenens, Deurle
  - Musée de Dinant
  - Stedelijk Museum voor Actuele Kunst (SMAK), Gand
  - Provinciale Bibliotheek Limburg, Hasselt
  - Stedelijk Museum, Hoogstraaten
  - Musée de Liège
  - Musée universitaire de Louvain, Louvain-la-Neuve
  - Mu.Zee, Ostende
  - Musée Guillaume Apollinaire, Stavelot
  - Verbeke Foundation, Stekene
  - Musée des Beaux-Arts de Tournai
  - Musée des Beaux-Arts de Verviers
  - Collection de la Province du Hainaut
  - Gouvernement de la Province du Brabant
  - Ministerie van de Vlaamse Gemeenschap - Vlaamse Overheid
  - Propriété de l'État belge
- En France : 
  - Musée de Grenoble, Grenoble
  - Conseil Général du Département de la Manche, Saint-Lô
- En Irlande
- En Suisse
  - Stiftung Uttwiler Kunst, Uttwil
- Aux États-Unis : 
  - Glencairn Museum, Bryn-Athyn

## Sélection d'expositions personnelles
- 1915 : 
  - Décoration de la Chapelle de la Nouvelle Jérusalem par Jean-Jacques Gailliard, Ixelles (Bruxelles), Église de la Nouvelle Jérusalem, 22 - 28 novembre.
- 1926 : 
  - Jean-Jacques Gailliard expose, Bruxelles, Cercle Artistique (Théâtre du Parc), à l'initiative de La Lanterne Sourde.
- 1929 : 
  - Jean-Jacques Gailliard Peintures « Humain-Inhumain », Bruxelles, Palais des Beaux-Arts, Bruxelles, 9 - 20 février.
- 1942 :
  - Jean-Jacques Gailliard « Poésie des rues de Bruxelles », Bruxelles, Galerie Dietrich, 21 novembre - 2 décembre.
- 1947 :
  - Rétrospective Jean-Jacques Gailliard, Bruxelles, Galerie Georges Giroux, 10 - 28 mai.
- 1948 :
  - Oil paintings Jean-Jacques Gailliard, Dublin, The Victor Waddington Galleries, 19 février - 2 mars.
- 1950 :
  - Recent paintings by Jean-Jacques Gailliard, Dublin, The Victor Waddington Galleries, 11 - 22 mai.
- 1951 :
  - First London exhibition of the Belgian painter ÉJean-Jacques Gailliard", Londres, Gimpel Fils Galleries, Londres, ouverture le 6 mars.
  - Jean-Jacques Gailliard « Ostende autour d'Ensor », Bruxelles, Galerie Georges Giroux, 16 - 30 novembre.
- 1954 :
  - Paintings Jean-Jacques Gailliard, Dublin, The Victor Waddington Galleries, 26 mai - 4 juin.
- 1959 : 
  - Jean-Jacques Gailliard Gemälde, Braunschweig, Städtisches Museum, 1er novembre - 15 décembre.
- 1961 : 
  - Expositions de documents, croquis, dessins, photos, souvenirs, portraits d'après le Maître ostendais de Jean-Jacques Gailliard, Ostende, Musée Ensor, 15 juillet - 31 août.
  - Jean-Jacques Gailliard « Mon langage, c'est la joie », Bruxelles, Hôtel de Ville de Saint-Gilles, 7 - 19 octobre.
- 1966 : 
  - Jean-Jacques Gailliard « Magie d'Ostende », Ostende, Musée des Beaux-Arts, 23 juillet - 15 août.
- 1970 : 
  - Soirée d'hommage à Marc Vanderborght en souvenir de sa Galerie « La Rose des Vents », Bruxelles, 8 rue de l'Esplanade, 28 janvier.
  - Rétrospective Jean-Jacques Gailliard, Bruxelles, Musée d'Ixelles, 3 mars - 5 avril ; Tournai, Cercle Artistique, Tournai, 9 - 31 mai.
  - Jean-Jacques Gailliard "Kaleidoskoop", Ostende, Musée des Beaux-Arts, 12 décembre 1970 - 4 janvier 1971.
- 1972 : 
  - Jean-Jacques Gailliard le voyageur de la lumière fantasque, Namur, Maison de la Culture, 20 février - 5 mars ; Verviers, Musée des Beaux-Arts, 11 mars - 3 avril ; Ostende, Galerie d'Art l'Orangerie, ouverture le 1er avril.
- 1978 : 
  - Jean-Jacques Gailliard, « Les Demeures domiciliaires » Dessins, Bruxelles, Bibliothèque Royale Albert Ier (Salle des Donations), 13 octobre - 10 novembre
- 1980 : 
  - Jean-Jacques Gailliard, « Les Demeures domiciliaires » Dessins, Mons, Salle Saint-Georges, Mons, 9 - 27 mai ; Liège, Musée de la Boverie (Cabinet des Estampes), 16 octobre - 16 novembre.
- 1981 : 
  - Jean-Jacques Gailliard, « Les Demeures domiciliaires » Dessins, Namur, Maison de la Culture, 3 - 26 avril.
  - Jean-Jacques Gailliard mémorialiste des rues de Bruxelles, Bruxelles, Hôtel de Ville de Bruxelles (Salle Ogivale), 17 novembre - 8 décembre.
- 1989 : 
  - Rétrospective Jean-Jacques Gailliard, Bruxelles, Musées royaux des Beaux-Arts de Belgique (Musée d'Art Moderne), 19 janvier - 12 mars.
- 1991 : 
  - Bruxelles « Jean-Jacques Gailliard » (peintures et dessins), Bruxelles, Hôtel Charlier, 15 mai - 3 juin. Exposition organisée par l'Assemblée de la Commission communautaire française de la Région de Bruxelles-Capitale.
- 1992 : 
  - Jean-Jacques Gailliard peintre surimpressionniste, Lille, Grand Hall de l'Hôtel de Ville, 11 janvier - 1er février. Exposition organisée par l'Assemblée de la Commission communautaire française de la Région de Bruxelles-Capitale.
- 1995 : 
  - Jean-Jacques Gailliard mémorialiste des rues de Bruxelles, Saint-Lô, Musée des Beaux-Arts, 24 novembre - 31 décembre.
- 2023 : 
  - Jean-Jacques Gailliard sur le thème « James Ensor », Ostende, La Maison de James Ensor, 12 mai - 27 août.

### Livres et textes illustrés par Jean-Jacques Gailliard
- Louis Quiévreux, Le Mont des Arts cher à nos cœurs, Bruxelles, Édition du Flambeau, 1955.
- Albert Valentin, Introduction à la Magie Blanche et Noire, s.l., 1926.
- Lucien Romain, Réclames Lumineuses, Bruxelles, L'Ancre Noire, 1932.
- René Seghers, Sonate voor Louise, Bruges, De Kinkhoren-Desclée de Brouwer, 1946.
- Maurits Bilcke, Wilde Rozen, Gedichten, 1948.
- [Divers auteurs], L'Estrille du Vieux Bruxelles, Bruxelles, Éditions Défense de Bruxelles, 1954.
- Clément Pansaers, Parade pour Picabia, Verviers, Temps Mêlés, 1958.
- Charles Van Lerberghe, « La Soirée avec Maurice Maeterlinck », in Synthèses, no 195, s.l., août 1962.
- Paul Neuhuys, Le Cirque Amaryllis [avec quatre dessins originaux de Jean-Jacques Gailliard], s.l. [Deurne], Ça Ira, s.d. [1963].
- James Ensor, Discours en la Cité de Liège, Liège, Éditions Dynamo (Brimborions no 146 bis), 1965.
- Jean-Jacques Gailliard, « Un portrait nouveau de Maeterlinck », in Annales de la Fondation M. Maeterlinck, tome 14, 1969, p. 31-38.
- Maurice Maeterlinck, Le Président Salazar, Liège, Éditions Dynamo (Brimborions no 178), 1969.
- Robert Croquez, Ensor et son temps, Ostende, Éditions Erel, 1970.
- Robert Croquez, Ensor et le Rotary, Ostende, Éditions Erel, 1973
- Marie-Paule Cantarella, 150 ans de vie musicale, Bruxelles, Éditions Paul Legrain, 1979.
- Jo Gérard, Cinq reines pour la Belgique, Bruxelles, Éditions J.-M. Collet, 1982.

### Ouvrages réalisés par Jean-Jacques Gailliard
- Jean-Jacques Gailliard (préface de Filippo Tommaso Marinetti), Vie d'Alcibiade, Bruxelles, La Vache Rose, s.d. [1926]
- Jean-Jacques Gailliard (préface de James Ensor), Vie de Swedenborg, douze linogravures réalisées en 1923, Bruxelles, Éditions Dutilleul, 1955.
- Jean-Jacques Gailliard, Saint Michel de Ghelderode, mon ami, Liège, Éditions Dynamo, Pierre Aelberts (Brimborions no 144), 1965.
- Jean-Jacques Gailliard (préface de Jo Verbrugghen), Haute-Trahison, Vilvorde, La Proue des Arts, B. Hamburski, 1972.
- Jean-Jacques Gailliard (préface de Jean Blavier), La Palette du Menteur Divin, Verviers, Temps Mêlés, 1980.
- Jean-Jacques Gailliard (introduction de Michel Hallers), L'Ombre d'une Ombre, poèmes, Morlanwelz, Les Marées de la Nuit, 1996.